# Elàstic (indumentària)

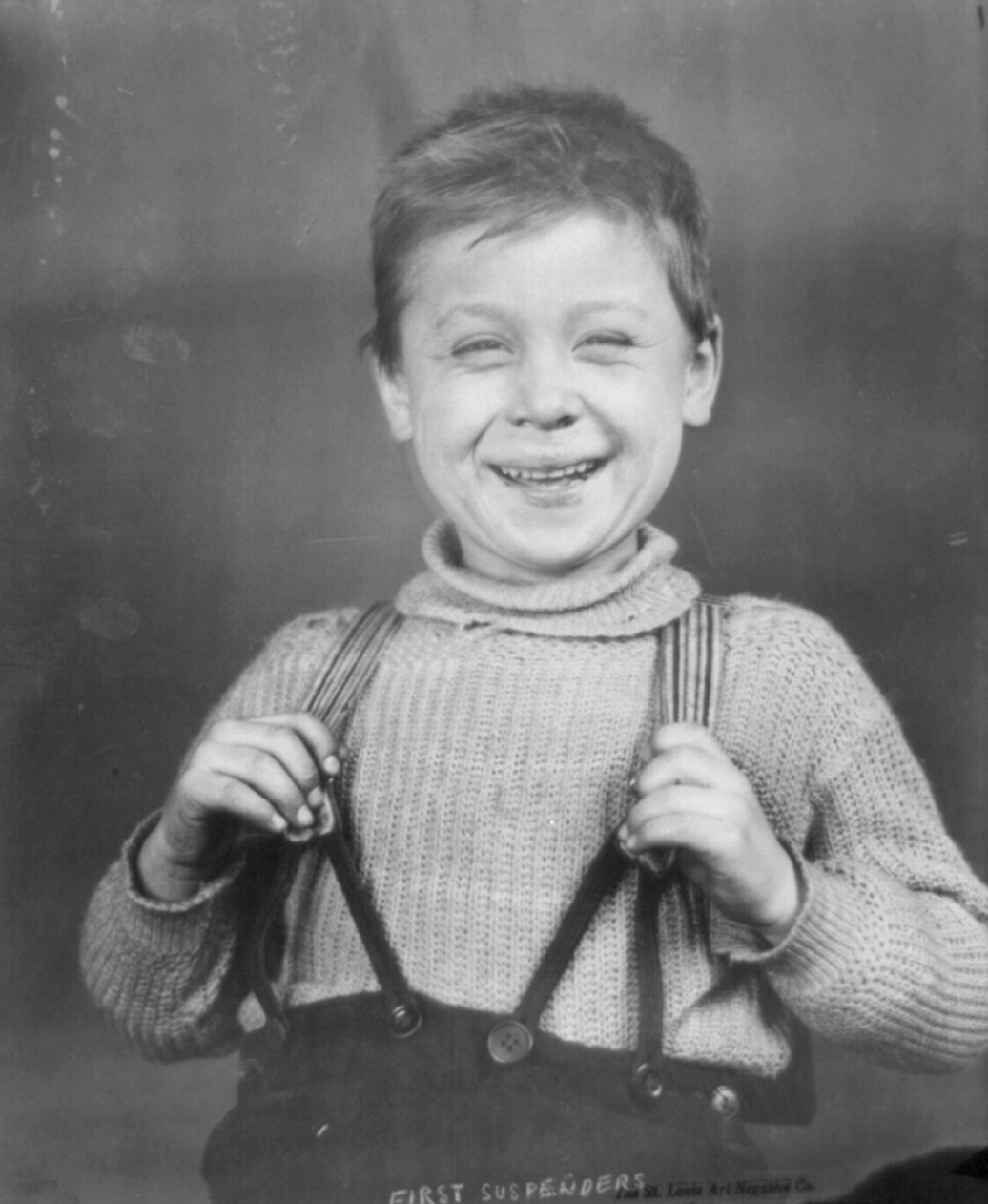
Infant tot cofoi amb els seus elàstics (1904)

Els elàstics (retranques a Mallorca) són dues tires de teixit elàstic que, fixades als pantalons amb botons o pinces, es passen per damunt les espatlles i serveixen per a sostenir-los; a l'esquena s'uneixen en forma de X o de Y. El català elàstic equival a l'anglès brace (suspender als EUA), esp. tirante, fr. bretelle, it. bretella, port. suspensório, etc.
Hi ha hagut peces similars als elàstics des del segle xviii, a la manera de vetes, tirants o cingles. Emperò, els elàstics pròpiament dits, de tipus actual, foren inventats el 1822 per Albert Thurston, i de llavors fins a mitjan segle XX foren el sistema més habitual de sostenir els pantalons, atès que els de l'època eren de cintura alta, més elevada que la natural, i això feia impràctic de dur-hi cinturó. Al principi eren considerats peça de roba interior; en el cas del vestit formal restaven ocults per l'armilla. En entreguerres aquesta convenció acabà d'ésser erosionada i desaparegué.
Durant tot aquest període els elàstics s'usaren també, és clar, en l'uniforme militar, el de campanya inclòs; encara en plena Segona Guerra Mundial, per exemple, un uniforme tan innovador com el battledress britànic duia de sèrie un sistema propi d'elàstics. De cinturó, els exèrcits n'usaven sobre la peça superior (guerrera, capot, etc.), i en campanya formava part de l'equipament, en connexió amb les cingles i les cartutxeres (en el segle xix força oficials havien optat per dur cinturó sobre els pantalons, però a títol d'ornament).
Cap a mitjan segle xx, el canvi de la moda cap a una cintura de pantaló propera a la natural determinà un nou període de predomini del cinturó, que ha estat el sistema de subjecció estàndard de llavors ençà. Els elàstics han restat com a opció merament individual, sigui per motius estètics o, en algun cas, pràctics (entre obesos, per exemple), per bé que es posen de moda de tant en tant.
Certs vestits luxosos es duen habitualment amb elàstics. L'ús d'elàstics és bastant habitual entre algunes tribus urbanes juvenils, com els punks i els skins.
El gest d'estirar-se endavant els elàstics indica fatxenderia o, segons el matís del gest, satisfacció.
Com a complement dels pantalons, els elàstics han estat històricament peça masculina; avui dia també són una opció entre d'altres per a les dones.